# Nova Aliança no Kosovo
Nova Aliança no Kosovo (em albanês: Kosova Aleanca, AKR) é um partido político do Kosovo.
O partido foi fundado em 17 de março de 2006, por Behgjet Pacolli, empresário-proprietário da Mabetex, uma empresa de engenharia civil. Ele é o atual presidente do Kosovo.
Até 17 de Novembro de 2007, o Nova Aliança no Kosovo não tinha tomado parte em qualquer eleição, porém, devido ao fundo de negócio bem-sucedido de seu fundador, Behgjet Pacolli, o partido contou com o apoio significativo no levantamento de abril de 2007,  que sugeriu que o partido fosse o quarto maior partido político no Kosovo, com o apoio de 8% entre os pesquisados.
Estas avaliações da votação foram refletidas na primeira eleição legislativa. Uma vez fundado, em 17 de novembro de 2007, o partido ganhou 12,3% dos votos e 13 assentos, tornando-se o terceiro maior partido no Kosovo e o maior partido da oposição ao governo de coalizão do Partido Democrático do Kosovo e da Liga Democrática do Kosovo, liderados por Hashim Thaçi.
O partido apoia a divisão do Kosovo, economicamente. Em comunicado, Behgjet Pacolli, ex-presidente do partido, afirmou que permitiria que os sérvios no norte do país tivessem sua própria economia, que é totalmente independente da economia kosovar.
Em 22 de fevereiro de 2011, Behgjet Pacolli se tornou Presidente do Kosovo. Imediatamente depois de se tornar presidente, ele renunciou ao cargo de chefe do partido devido à Constituição do Kosovo.